# Padrenostro
Padrenostro (bra:Irmãos à Italiana) é um filme sobre amadurecimento de drama italiano de 2020, co-escrito e dirigido por Claudio Noce. Ele foi selecionado para ser exibido na seção de competição principal do 77º Festival Internacional de Cinema de Veneza. Em Veneza, Pierfrancesco Favino ganhou a Volpi Cup de Melhor Ator.  O filme é vagamente baseado na tentativa de assassinato do vice-comissário de polícia Alfonso Noce, pai de Noce, em 1976, pelo grupo terrorista de extrema esquerda Nuclei Armati Proletari, durante os anos de chumbo.

## Elenco
- Pierfrancesco Favino - Alfonso Le Rose
- Barbara Ronchi - Gina Le Rose
- Mattia Garaci - Valerio Le Rose
- Paki Meduri - Valerio (adulto)
- Francesco Gheghi - Christian
- Giordano De Plano - Christian (adulto)
- Anna Maria De Luca - Maria Le Rose
- Mario Pupella - Giuseppe Le Rose
- Lea Favino - Alice Le Rose
- Eleonora De Luca - Ketty
- Antonio Gerardi - Francesco
- Francesco Colella - Rorò Le Rose

## Produção
As filmagens começaram em 29 de julho de 2019 em Roma, movendo-se a partir do início de outubro na Calábria.

## Lançamento
O filme teve sua estreia mundial no 77º Festival Internacional de Cinema de Veneza em 4 de setembro de 2020. Foi lançado nos cinemas italianos em 24 de setembro de 2020 pela Vision Distribution.
No Brasil, foi lançado pela Pandora Filmes em 22 de julho de 2021.

## Recepção

### Bilheteria
Padrenostro arrecadou $ 1,2 milhões na Itália.

### Crítica
O filme detém uma taxa de aprovação de 57% no agregador de críticas Rotten Tomatoes, com base em 7 opiniões. No Metacritic, ele possui uma classificação de 51 em 100, com base em 11 críticos, indicando "críticas mistas ou médias". Em uma crítica menos favorável, Deborah Young do The Hollywood Reporter disse que o fato do filme "encontrar uma testemunha ocular da história e, em seguida, descrever tudo o que sente, mas não muito sobre o evento em si, deixa o espectador com a sensação de que algo muito importante foi deixado de fora." Já no The Guardian, Xan Brooks foi mais elogioso dizendo que o "que não pode ser criticado é a pura ousadia e ambição de Noce. Se Padrenostro acaba como uma bagunça, é uma bagunça linda, uma bagunça gloriosa".